# سایکلز پژو
سایکلز پژو (انگلیسی: Cycles Peugeot) شرکت دوچرخه‌سازی فرانسوی است، که در سال ۱۸۸۲ توسط آرمان پژو تأسیس شد.